# Voleibol en los Juegos Bolivarianos de 2013
El voleibol en los Bolivarianos de Trujillo 2013 compuesto con dos torneos, uno masculino y otro femenino, que se disputó entre el 17 y el 25 de noviembre de 2013.

## Sede
| Trujillo           |
| ------------------ |
| Coliseo Gran Chimú |
| Capacidad: 4.500   |

## Medallero
| Núm. | País      | Oro | Plata | Bronce | Total |
| ---- | --------- | --- | ----- | ------ | ----- |
| 1    | Chile     | 1   | 0     | 0      | 1     |
| 1    | Perú      | 1   | 0     | 0      | 1     |
| 2    | Venezuela | 0   | 2     | 0      | 2     |
| 3    | Colombia  | 0   | 0     | 2      | 2     |

## Torneo masculino

### Equipos participantes
| Equipos participantes | Equipos participantes | Equipos participantes |
| --------------------- | --------------------- | --------------------- |
| Bolivia               | Chile                 | Colombia              |
| Ecuador               | Perú                  | Venezuela             |

## Torneo femenino

### Equipos participantes
| Equipos participantes | Equipos participantes | Equipos participantes | Equipos participantes | Equipos participantes |
| --------------------- | --------------------- | --------------------- | --------------------- | --------------------- |
| Bolivia               | Colombia              | Guatemala             | Perú                  | Venezuela             |